# Общество русских женщин
«Общество русских женщин» або «Общество руських женщин» на Буковині — москвофільська жіноча організація у Герцогстві Буковина, заснована в 1894 p. з ініціатив родини Геровських.

## Створення товариства
Активна діяльність народовських громадських організацій в Австро-Угорській імперії обумовила активізацію Російської імперії у напрямку підтримки «москвофільського руху». Основною формою підтримки — було фінансування, яке здійснювалось через: російські консульства в Чернівцях та Львові, спеціальних агентів жандармерії, а також Живностенський банк у Чехії.
Розвиток жіночого руху на західноукраїнських землях, спонука Росію до активізації й у цьому напрямку. 1878-го р. у Львові було створено «Общество русских дам» на чолі з письменницею Клавдією Алексович, за аналогією з яким було вирішено створити подібну організацію і на Буковині.
Цю ідею змогли втілити в життя тільки в 1894 році завдяки Алексії Геровській, яка разом з родиною переїхала в Чернівці. Організація отримала спершу назву «Товариства руських жінок» на Буковині, серед засновниць була й Ольга Кобилянська. Наступного року «Товариства руських жінок на Буковині» було перейменоване на «Общество руських женщин» на Буковині, а Ольга Кобилянська покинула його.

## Діяльність товариства
Значні зусилля, на першому етапі діяльності товариства, спрямовувались на залучення авторитетних місцевих буковинок. Зокрема, були спроби загітувати до виділу товариства Ольгу Кобилянську, яка була запрошена з доповідю «Дещо про ідею жіночого руху» на одне з перших засідань. Водночас, О.Кобилянська як активна дописувачка «Буковини» вітала створення нової організації як елементу розвитку жіночого руху, а не ідеали, що в подальшому пропагувалися «Обществом русских женщин».
За змістом діяльності «Общество русских женщин» намагалось бути схожим на чернівецьке товариство «Мироносиці», з однією суттєвою різницею — всі зусилля були спрямовані на насадження «москвофільських ідей» та антиавстрійську пропаганду.
Щедро фінансовані російськими джерелами, товариство включилося в активну роботу. Зокрема, були засновані жіночі бурси у Чернівцях та Сереті та Вашківцях, відкрито «кравецькі курси». Активно велася робота у напрямку створення мосвофільського «Русского Народного Дома». До всіх цих заходів був безпосередньо причетний російський консул в Чернівцях Доліво-Добровольський, що ретельно відслідковувалось австрійською владою.
Зрештою, все це призвело до масового переслідування москвофілів за шпигунство та державну зраду. У травні 1910 року було проведено ряд акцій, в результаті яких на Буковині було закрито всі москвофільські організації, включно з «Обществом русских женщин» та їх бурсами. У відповідь, російські урядові кола намагалися роздмухати міжнародний скандал. Але найгірше те, що заручником цього протиборства досить часто ставали прості буковинські українці. Практично до всіх австрійська влада почала ставитись з насторогою, підозрюючи у проросійських симпатіях. Багато людей зазнавали гонінь і репресій, часто так і не усвідомлюючи у чому суть їх провини.